# Gianni Moscon
Gianni Moscon (født 20. april 1994 i Trento) er en cykelrytter fra Italien, der er på kontrakt hos Red Bull-Bora-Hansgrohe.